# Gerbillus nigeriae
Gerbillus nigeriae är en däggdjursart som beskrevs av Thomas och Hinton 1920. Gerbillus nigeriae ingår i släktet Gerbillus och familjen råttdjur. IUCN kategoriserar arten globalt som livskraftig. Inga underarter finns listade i Catalogue of Life.
Denna ökenråtta förekommer i västra Afrika från Mauretanien till Nigeria och Niger. Arten hittas även på ön Banc d'Arguin. Den vistas i Sahelzonen i områden med sandig mark och varierande växtlighet. Gerbillus nigeriae besöker ofta jordbruksmark och betraktas därför som skadedjur.
Håren som bildar pälsen på ovansidan är gråa nära roten och sandfärgad till orange vid spetsen. Det förekommer en tydlig gräns mot den vita undersidan. Djuret har vita fläckar kring ögonen och öronen. Bakfötternas sulor är täckta med hår. Längre mörka hår bildar en tofs vid svansens spets. Honor har fyra par spenar. Gerbillus nigeriae skiljer sig i sina genetiska egenskaper från andra släktmedlemmar.
Arten vilar oftare under de heta sommarmånaderna. Före sommaren bygger den komplexa tunnelsystem med förråd som innehåller frön. Under andra årstider är boet enklare. Förutom frön äts under den fuktigare tiden gröna växtdelar. När honan inte är brunstig lever varje vuxen exemplar ensam. Hannar och honor har överlappande revir under parningstiden.